# Linda Hamilton
Linda Carroll Hamilton (født 26. september 1956 i Salisbury i Maryland) er en amerikansk skuespillerinde, måske bedst husket for sine optrædener som Sarah Connor i filmene The Terminator og Terminator 2: Dommedag, og for hovedrollen i tv-serien Beauty and the Beast. 
Hamilton har været gift og skilt tre gange. Hendes første ægteskab var med Peter Horton, fra 1979 til 1980. Hun var gift med Bruce Abbot fra 1982 til 1989; de har en søn ved navn Dalton Abbot, som blev født i 1989. Hendes tredje ægteskab var med James Cameron fra 1997 til 1999; de har en datter ved navn Josephine Cameron, født i 1993.

## Filmografi
| År   | Titel                       | Rolle                     | Noter    |
| ---- | --------------------------- | ------------------------- | -------- |
| 2019 | Terminator Dark Fate        | Sarah Connor              |          |
| 2006 | Thief                       | Roselyn Moore             | TV-serie |
| 2005 | Smile                       | «Bridget»                 |          |
| 2005 | Missing in America          | Kate                      |          |
| 2004 | Jonah                       | June                      | Kortfilm |
| 2003 | Wholey Moses                | Valerie                   | Kortfilm |
| 2002 | Silent Night                | Elisabeth Vincken         |          |
| 2000 | Skeletons in the Closet     | Tina Conway               |          |
| 1999 | The Secret Life of Girls    | Ruby Sanford              |          |
| 1997 | Dante's Peak                | Borgermester Rachel Wando |          |
| 1997 | Shadow Conspiracy           | Amanda Givens             |          |
| 1996 | T2 3-D: Battle Across Time  | Sarah Connor              |          |
| 1995 | Separate Lives              | Lauren Porter             |          |
| 1994 | Silent Fall                 | Karen Rainer              |          |
| 1991 | Terminator 2: Dommedag      | Sarah Connor              |          |
| 1990 | Mr. Destiny                 | «Ellen Jane»              |          |
| 1986 | King Kong II                | Amy Franklin              |          |
| 1986 | Operation Black Moon        | «Nina»                    |          |
| 1984 | The Terminator              | Sarah Connor              |          |
| 1984 | Children of the Corn        | Vicky                     |          |
| 1984 | The Stone Boy               | Eva Crescent Moon         |          |
| 1982 | Tag: The Assassination Game | Suzan Swayze              |          |
| 1979 | Night-Flowers               | Wafer                     |          |